# ミシシッピ・ブルース・トレイル

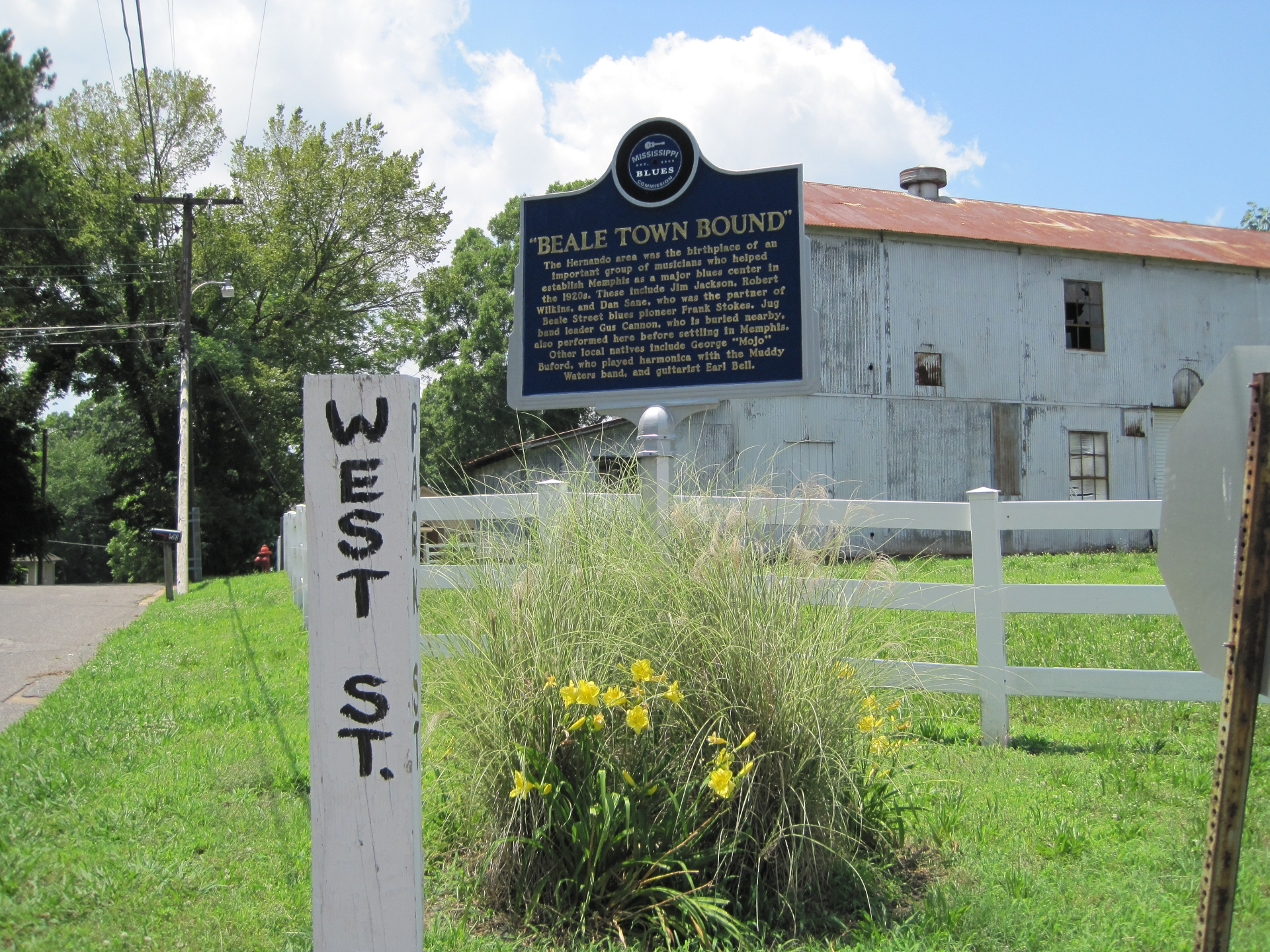
ミシシッピ州ヘルナンドのブルース・トレイルの標識

ミシシッピ・ブルース・トレイル（Mississippi Blues Trail）は、ミシシッピ州全域（州外のケースもあり）におけるブルースの誕生、発展、影響に関わる重要な史跡に解説付きの標識（マーカー）を設置することを目的とし、2006年にミシシッピ・ブルース委員会によって創設された。州内では、このトレイルはメキシコ湾岸から北へ複数の幹線道路に沿って伸びており、ナチェズ、ヴィックスバーグ、ジャクソン、リーランド、グリーンウッド、クラークスデール、トゥニカ、グレナダ、オックスフォード、コロンバス、メリディアンなどに至る。最も多くの標識が設置されているのはミシシッピ・デルタであるが、州内その他の地域にも標識が設置されている。ミシシッピ州をルーツに持つブルースが顕著であるシカゴなど、州外の標識もいくつか建てられている。

## 計画の実施
標識とその設置場所のリストは、ブルースの学者と歴史学者からなる委員会によって作成された。トレイルは資金が確保されるにつれて段階的に整備されてきた。国立芸術基金、全米人文科学基金、ミシシッピ州運輸局が地元コミュニティからの資金と共同で、様々な標識設置の資金に助成金を提供してきている。標識に記載する文については、リヴィング・ブルース誌の元編集者のジム・オニールとスコット・バレッタがワンダ・クラーク、クリッシー・ウィルソン、アラン・ハモンズ、シルベスター・オリバーを含む編集・デザインチームと共同で調査・執筆している。
ミシシッピ・ブルース・トレイル創設に先駆け、ミシシッピ州インディアノーラの若きB.B.キングが演奏した街角とクラブ・エボニーに、先行的な標識が2つ設置された。
ミシシッピ・ブルース・トレイルの最初の3つの標識は、2006年12月11日に除幕された。最初の標識はデルタ・ブルースの先駆者であるチャーリー・パットンを称え、ミシシッピ州ホリーリッジに設置された。
2つ目の標識は、ミシシッピ州グリーンヴィルのネルソン・ストリートのサザン・ウィスパーズ・レストラン付近に設置された。ネルソン・ストリートは長らく多くのナイトクラブ、カフェ、ジューク・ジョイントが立ち並ぶ場所であり、かつてはデルタ地域におけるアフリカ系アメリカ人のビジネス、エンターテイメント、そして社交の中心地であった。何十年もに渡り、この歴史的な通りには活気溢れるクラブ・シーンが存在し、デルタ・ブルース、ビッグバンド、ジャンプ・ブルース、リズム・アンド・ブルース、ジャズといった音楽を聴くために大勢の人々が訪れた。
3つ目の標識はグリーンウッドのラジオ局WGRMが元々あった場所に設置された。このラジオ局はB.B.キングがゴスペル歌手として初めて放送されたところとして知られている。
2016年末の時点で、ミシシッピ・ブルース・トレイルは200個に迫る標識を設置している。彼らは個々のアーティスト、クラブ、レコード会社、ラジオ局、歴史的なイベントに留まらず、ブルースの活動の中心となっていったプランテーション、通り、都市、郡なども栄誉を与えた。パーチマン・ファームとして知られるミシシッピ州立刑務所もその対象となった。ここではアラン・ローマックスら民俗学者が受刑者の演奏するブルースをレコーディングした。中でも特筆すべきは1930年代にまで遡るブッカ・ホワイトの何回かのレコーディングである。

## 標識一覧
設置場所は特に記載がない限りミシシッピ州内である。
| 標識名                                                              | 設置場所                                                                         | 写真 | 備考 |
| ------------------------------------------------------------------- | -------------------------------------------------------------------------------- | ---- | --- |
| 100メンD.B.A.ホール                                                 | ベイセントルイス                                                                 |      | |
| 国道61号線                                                          | ヴィックスバーグ                                                                 |      | |
| アベイ&レザーマン                                                   | ロビンソンヴィル                                                                 |      | ロビンソンヴィルは現在はトゥニカ・リゾートとなっている。 |
| アバーディーン・ミシシッピ・ブルース                                | アバディーン                                                                     |      | |
| エイス・レコード                                                    | ジャクソン                                                                       |      | |
| アルバート・キング                                                  | インディアノーラ                                                                 |      | |
| アリゲーター・ブルース                                              | アリゲーター                                                                     |      | |
| アモリー：鉄道の町のブルース                                        | アモリー                                                                         |      | |
| アーサー・クルーダップ                                              | フォレスト                                                                       |      | |
| B.B.キング生誕地                                                    | バークレア（イッタベナ近郊）                                                     |      | |
| B.B.キングのルーツ                                                  | キルマイケル                                                                     |      | |
| ミシシッピ州バプテストタウン                                        | グリーンウッド                                                                   |      | |
| ビール・ストリートに向かったミュージシャンたちの出身地              | ヘルナンド                                                                       |      | |
| ビッグ・ジャック・ジョンソン                                        | クラークスデール                                                                 |      | |
| ビッグ・ジョー・ウィリアムズ                                        | クロフォード                                                                     |      | |
| ビッグ・ウォルター・ホートン                                        | ホーンレイク                                                                     |      | |
| ビロクシ・ブルース                                                  | ビロクシ                                                                         |      | |
| ブルース生誕の地？                                                  | ドッケリー・プランテーション                                                     |      | |
| ブラック・プレイリー・ブルース                                      | メイコン                                                                         |      | |
| ブルー・フロント・カフェ                                            | ベントニア                                                                       |      | |
| ブルー・ルーム                                                      | ヴィックスバーグ                                                                 |      | |
| ブルース・アンド・ジャズ・イン・ザ・パス                            | パス・クリスチャン                                                               |      | |
| ブルースDJ                                                          | グリーンウッド                                                                   |      | |
| ダンカンのブルース・レジェンドたち                                  | ダンカン                                                                         |      | |
| ボ・ディドリー                                                      | マコーム                                                                         |      | |
| ボビー・ラッシュ                                                    | ジャクソン                                                                       |      | |
| ブルースの放送                                                      | ガルフポート                                                                     |      | |
| ブルックヘイヴン・ブルース                                          | ブルックヘイヴン                                                                 |      | |
| バド・スコット                                                      | ナチェズ                                                                         |      | |
| バディ・ガイ                                                        | ルイジアナ州レッツワース                                                         |      | |
| ブッカ・ホワイト                                                    | ヒューストン                                                                     |      | |
| フランス カオール                                                   | フランス カオール                                                                |      | |
| カルフーン・カウンティ・ブルース                                    | ブルース (Bruce)                                                                 |      | |
| ケイシー・ジョーンズ                                                | ウォーターヴァリー                                                               |      | |
| カサンドラ・ウィルソン                                              | ジャクソン                                                                       |      | |
| カストロ・"ミスター・シップ"・コールマン                            | マコーム                                                                         |      | |
| チャールズ・エヴァーズ                                              | フェイエット                                                                     |      | |
| チャーリー・パットン生誕の地                                        | ボルトン                                                                         |      | |
| チャーリー・パットン埋葬地                                          | ホリーリッジ                                                                     |      | ブルース歌手のエイシー・ペイトンとウィリー・ジェイムズ・フォスターもチャーリー・パットンと同じこの墓地に埋葬されている。 |
| チャーリー・マッスルホワイト                                        | コジウスコ                                                                       |      | |
| チョクトー・カウンティ・ブルース                                    | ウィア                                                                           |      | |
| クリスマン・ストリート                                              | クリーヴランド                                                                   |      | |
| チャーチ・ストリート                                                | インディアノーラ                                                                 |      | |
| クリントンのブルース・レガシー                                      | クリントン                                                                       |      | |
| クラブ・デザイアー                                                  | カントン                                                                         |      | |
| クラブ・エボニー                                                    | インディアノーラ                                                                 |      | |
| コロンバス - キャットフィッシュ・アリー                             | コロンバス                                                                       |      | |
| 国道10号線と61号線の交差点                                          | リーランド                                                                       |      | |
| 綿花摘みのブルース（コットン・ピッキン・ブルース）                  | ホプソン                                                                         |      | |
| デルタ・ブルース・ミュージアム                                      | クラークスデール                                                                 |      | |
| デニース・ラサール                                                  | ベルゾーナ                                                                       |      | |
| ブルースの記録                                                      | オックスフォード                                                                 |      | |
| ドロシー・ムーア                                                    | ジャクソン                                                                       |      | |
| イーリー・ブラザーズ                                                | ナチェズ                                                                         |      | |
| エディ・ショウ                                                      | ベノイト                                                                         |      | |
| エディ・テイラー                                                    | ベノイト                                                                         |      | |
| エドワーズ                                                          | ジャクソン                                                                       |      | |
| エルクス・ハート・ロッジNo. 640                                     | グリーンウッド                                                                   |      | |
| エルモア・ジェームス                                                | エベネザー                                                                       |      | |
| エルヴィス・プレスリーとブルース                                    | テュペロ                                                                         |      | |
| フレッド・マクダウェル                                              | コモ                                                                             |      | この地域にはもう2つブルースの標識が設置されている。それはオサー・ターナーの標識とナポレオン・ストリックランドの標識である。 |
| フリーダム・ヴィレッジ                                              | グリーンヴィル                                                                   |      | |
| ファーリー・ルイス                                                  | グリーンウッド                                                                   |      | |
| ゲイトマウス・ムーア                                                | ヤズーシティ                                                                     |      | |
| ゴールド・コースト                                                  | フロウッド                                                                       |      | |
| ゴスペル音楽とブルース                                              | クリーヴランド                                                                   |      | R&B歌手、アレサ・フランクリンの父親であったレヴァレンド・C.L.フランクリンは初めての説法を標識が設置されたセントピーターズ・ロック・M.B.教会にて行なった。 |
| グラミー賞                                                          | カリフォルニア州ロサンゼルス                                                     |      | |
| グラミー・ミュージアム・ミシシッピ                                  | クリーヴランド                                                                   |      | |
| グリージー・ストリート                                              | ルールヴィル                                                                     |      | |
| グレナダ・ブルース                                                  | グレナダ                                                                         |      | |
| ギター・スリム                                                      | シェルマウンド                                                                   |      | |
| ガルフポート・ブギ                                                  | ガルフポート                                                                     |      | |
| H.C.スペア                                                          | ジャクソン                                                                       |      | |
| ハル&マルズ                                                         | ジャクソン                                                                       |      | |
| ハーレム・イン                                                      | ウィンストンヴィル                                                               |      | |
| ハロルド・"ハードフェイス"・クラントン                              | トゥニカ                                                                         |      | |
| ヘンリー・タウンゼント                                              | シェルビー                                                                       |      | |
| ハイハット・クラブ                                                  | ハッティズバーグ                                                                 |      | |
| ヒッコリー・ストリート (ザ・ハロウ)                                 | カントン                                                                         |      | |
| ハイウェイ61ブルース                                                | ロビンソンヴィル                                                                 |      | |
| ヒル・カントリー・ブルース                                          | ホリースプリングス                                                               |      | |
| ホームズ・カウンティ・ブルース (レキシントン)                       | レキシントン                                                                     |      | |
| ホームズ・カウンティ・ブルース (チューラ)                           | チューラ                                                                         |      | |
| ハニーボーイ・エドワーズ                                            | ショウ                                                                           |      | |
| ホット・タマレス・アンド・ザ・ブルース                              | ローズデール                                                                     |      | |
| ヒューストン・スタックハウス                                        | ウェッソン                                                                       |      | |
| ハウリン・ウルフ                                                    | ウェストポイント                                                                 |      | |
| ヒューバート・サムリン                                              | グリーンウッド                                                                   |      | |
| アイク・ターナー                                                    | クラークスデール                                                                 |      | |
| イシュマン・ブレイシー                                              | ジャクソン                                                                       |      | イシュマン・ブレイシーはブルース・トレイルの標識が設置された場所から通りを隔てて向かいにあるウィロー・パーク墓地に埋葬されている。 |
| J.B.ルノア                                                          | モンティチェロ                                                                   |      | |
| ジャック・オーウェンズ                                              | ベントニア                                                                       |      | |
| ジェイムズ・コットン                                                | クレイトン                                                                       |      | |
| ジェシー・ロビンソン                                                | ジャクソン                                                                       |      | |
| ジェシー・メイ・ヘムフィル                                          | セナトビア                                                                       |      | ジェシー・メイ・ヘムフィルはセナトビア・メモリアル墓地に埋葬されている。 |
| ジミー・ランスフォード                                              | フルトン                                                                         |      | |
| ジェイムズ・"サン"・トーマス                                        | リーランド                                                                       |      | |
| ジミー・ロジャーズ                                                  | メリディアン                                                                     |      | |
| ジミー・リード                                                      | ダンリース                                                                       |      | |
| ジミー・ロジャーズ                                                  | ルールヴィル                                                                     |      | |
| ジョー・カリコット                                                  | ネスビット                                                                       |      | |
| ジョン・リー・フッカー                                              | ヴァンス                                                                         |      | |
| ジョニー・ウィンター                                                | リーランド                                                                       |      | |
| ジョーンズ・カウンティー・ブルース                                  | ローレル                                                                         |      | |
| ジュニア・キンブロー                                                | ホリースプリングス                                                               |      | 215番目のブルース・トレイル標識であり、214番目のR.L.バーンサイドを称えた標識と共に2024年2月21日に除幕された。 |
| リル・グリーン                                                      | ポートギブソン                                                                   |      | |
| リトル・ブラザー・モンゴメリー                                      | ブルックヘイブン                                                                 |      | |
| リトル・ジュニア・パーカー                                          | ボボ                                                                             |      | |
| リトル・ミルトン                                                    | インヴァーネス                                                                   |      | |
| リヴァプール                                                        | リヴァプール（イギリス）                                                         |      | |
| ルラでの生活                                                        | ルラ                                                                             |      | |
| マジック・サム                                                      | グレナダ                                                                         |      | |
| マジック・スリム                                                    | グレナダ                                                                         |      | |
| マラコ・レコード                                                    | ジャクソン                                                                       |      | |
| マーカス・ボトム                                                    | ヴィックスバーグ                                                                 |      | |
| マッコイ兄弟 カンサス・ジョー・マッコイとパパ・チャーリー・マッコイ | レイモンド                                                                       |      | |
| メンフィス・ミニー                                                  | ウォールズ                                                                       |      | |
| メリディアンのブルースとジャズ                                      | メリディアン（フィフス・ストリートとトゥエンティフィフス・アヴェニューの交差点） |      | この標識ではアルヴィン・フィールダーやエディ・ヒューストンを含む30人以上のミュージシャンたちの功績が刻まれている。この標識は、フィールダーの父（同じくミュージシャンのアルヴィン・フィールダー・シニア）が1934年に開業したフィールダー&ブルックス薬局の跡地に設置されている。 |
| メリディアンR&Bとソウル                                             | メリディアン                                                                     |      | |
| ミシシッピ・ガルフ・コースト・ブルース・フェスティバル              | パスカグーラ                                                                     |      | |
| ミシシッピ・ジョン・ハート                                          | アヴァロン                                                                       |      | |
| ミシシッピ・リヴァー・ブルース：1927年の大洪水                      | スコット                                                                         |      | |
| ミシシッピからアラバマへ                                            | アラバマ州マッスルショールズ                                                     |      | |
| ミシシッピからシカゴへ                                              | イリノイ州シカゴ                                                                 |      | |
| ブルース・トレイル：ミシシッピからフロリダへ                        | フロリダ州タラハシー                                                             |      | |
| ミシシッピからヘレナへ                                              | アーカンソー州ヘレナ                                                             | ]    | |
| ミシシッピからルイジアナへ                                          | ルイジアナ州フェリデイ                                                           |      | |
| ミシシッピからメインへ                                              | メイン州ロックランド                                                             |      | |
| ミシシッピからメンフィスへ                                          | テネシー州メンフィス                                                             |      | |
| モーズ・アリソン                                                    | ティッポ                                                                         |      | |
| モズリー&ジョンソン                                                 | ニューオルバニー                                                                 |      | |
| モスポイント・ブルース                                              | モスポイント                                                                     |      | |
| マウンドバイユー・ブルース                                          | マウンドバイユー                                                                 |      | |
| マディ・ウォーターズ                                                | ローリングフォーク                                                               |      | |
| マディ・ウォーターズの小屋跡地                                      | クラークスデール                                                                 |      | |
| ナポレオン・ストリックランド                                        | コモ                                                                             |      | 同じ地域にあと2つの標識がある。一つはオサー・ターナー、もう一つはフレッド・マクダウェルを讃えたものである。 |
| ナチェズ・バーニング（ナチェズ・リズム・クラブ）                    | ナチェズ                                                                         |      | |
| ネルソン・ストリート                                                | グリーンヴィル                                                                   |      | |
| ニュートン・カウンティ・ブルース                                    | ニュートン                                                                       |      | このブルース・トレイル標識は歴史的なアラバマ&ヴィックスバーグ鉄道駅のそばに設置されている。 |
| ノルウェー                                                          | ノルウェーテレマルク県ノトデン                                                   |      | |
| オーシャン・スプリングス・ブルース                                  | オーシャンスプリングス                                                           |      | |
| オクティベハ・カウンティ・ブルース                                  | スタークビル                                                                     |      | |
| オサー・ターナー                                                    | コモ                                                                             |      | 同じ地域にあと2つの標識がある。一つはナポレオン・ストリックランド、もう一つはフレッド・マクダウェルを讃えたものである。 |
| オーティス・クレイ                                                  | ワックスホー                                                                     |      | |
| オーティス・ラッシュ                                                | フィラデルフィア                                                                 |      | |
| オーティス・スパンとリトル・ジョニー・ジョーンズ                    | ジャクソン                                                                       |      | |
| オーヴァートン・パーク・シェル                                      | テネシー州メンフィス                                                             |      | 213番目のミシシッピ・ブルース・トレイル標識であり、2023年9月23日に設置された。 |
| オックスフォードとラファイエット郡のブルース                        | オックスフォード                                                                 |      | |
| パパ・ライトフット                                                  | ナチェズ                                                                         |      | |
| パラマウント・レコード                                              | ウィスコンシン州グラフトン                                                       |      | |
| パラマウント・レコード&F.W,ベルナー社                               | ウィスコンシン州ポートワシントン                                                 |      | |
| パーチマン・ブルース                                                | パーチマン                                                                       |      | |
| ピーヴィー・エレクトロニクス                                        | メリディアン                                                                     |      | |
| ピーヴァイン（Peavine）                                             | ボイル                                                                           |      | |
| ペンサコーラ・ブルース                                              | フロリダ州ペンサコーラ                                                           |      | |
| パイントップ・パーキンズ                                            | ベルゾーナ                                                                       |      | |
| パイニーウッズ・スクール                                            | パイニーウッズ                                                                   |      | |
| ポ・モンキーズ                                                      | メリゴールド                                                                     |      | |
| ポントトク・カウンティ・ブルース                                    | ポントトク                                                                       |      | |
| ポップス・ステイプルズ                                              | ウィノーナ                                                                       |      | |
| プリンス・マッコイ                                                  | グリーンヴィル                                                                   |      | |
| クイーン・シティ・ホテルとセヴンス・アヴェニュー                    | コロンバス                                                                       |      | |
| クイーン・オヴ・ハーツ                                              | ジャクソン                                                                       |      | |
| ラビット・フット・ミンストレルズ                                    | ポートギブソン                                                                   |      | |
| ラルフ・レンボ                                                      | イッタベナ                                                                       |      | |
| サン・ハウスの再発見                                                | ニューヨーク州ロチェスター                                                       |      | |
| レッド・トップス                                                    | ヴィックスバーグ                                                                 |      | |
| リヴァーサイド・ホテル                                              | クラークスデール                                                                 |      | |
| ライリー・B・キング                                                 | インディアノーラ                                                                 |      | |
| R.L.バーンサイド                                                    | ホリースプリングス                                                               |      | これはブルース・トレイル標識214番で、ジュニア・キンブローを讃えたブルース・トレイル標識215番とともに2024年2月21日に除幕された。 |
| ロバート・ジョンソン生誕の地                                        | ヘイズルハースト                                                                 |      | |
| ロバート・ジョンソンの埋葬地                                        | グリーンウッド                                                                   |      | |
| ロバート・ナイトホーク                                              | フライアーズポイント                                                             |      | |
| ロケット"88"                                                        | ライオン                                                                         |      | |
| ローマ・ウィルソン&レオン・ピンソン                                 | ニューオルバニー                                                                 |      | |
| ロックンロールのルーツ                                              | ハッティズバーグ                                                                 |      | |
| ローズデール                                                        | ローズデール                                                                     |      | |
| ルービン・レイシー                                                  | ペラハッチー                                                                     |      | |
| ルビーズ・ナイト・スポット                                          | リーランド                                                                       |      | |
| ルーファス・トーマス                                                | ケイス                                                                           |      | |
| サム・チャットモン                                                  | ホランデール                                                                     |      | |
| サム・クック                                                        | クラークスデール                                                                 |      | |
| スコット・レディオ・サーヴィス社                                    | ジャクソン                                                                       |      | |
| シェイク・ラグ                                                      | テュペロ                                                                         |      | |
| シド・ヘムフィル                                                    | セナトビア                                                                       |      | |
| スキップ・ジェイムズ                                                | ベントニア                                                                       |      | |
| サン・ハウス                                                        | クラック                                                                         |      | |
| サニー・ボーイ・ウィリアムソン                                      | グレンドーラ                                                                     |      | |
| ヘレナのサニー・ボーイ・ウィリアムソン                              | ヘレナ                                                                           |      | |
| サブウェイ・ラウンジ                                                | ジャクソン                                                                       |      | |
| サミット・ストリート                                                | マコーム                                                                         |      | |
| サンフラワー・リヴァー・ブルース&ゴスペル・フェスティバル           | クラークスデール                                                                 |      | |
| サニーランド・スリム：クイットマン・カウンティ・ブルース            | ランバート                                                                       |      | |
| テイト・カウンティ・ブルース                                        | コールドウォーター                                                               |      | |
| ジ・アラモ・シアター/ドロシー・ムーア                               | ジャクソン                                                                       |      | |
| ブルース・ファウンデーション                                        | テネシー州メンフィス                                                             |      | |
| チャットモン一家/ミシシッピ・シークス                               | ボルトン                                                                         |      | |
| ディッキンソン一家                                                  | ヘルナンド                                                                       |      | |
| W・C・ハンディの開眼                                                | クリーヴランド                                                                   |      | |
| ザ・ハリウッド・カフェ                                              | ロビンソンヴィル                                                                 |      | |
| ザ・ニュー・ワールド                                                | クラークスデール                                                                 |      | |
| ザ・ステイプル・シンガーズ                                          | ドリュー                                                                         |      | |
| トミー・ジョンソン                                                  | クリスタルスプリングス                                                           |      | |
| トミー・マクレナン                                                  | ヤズーシティ                                                                     |      | |
| トランペット・レコード                                              | ジャクソン                                                                       |      | |
| ターナーのドラッグ・ストア                                          | ベルゾーナ                                                                       |      | |
| トゥー・ステップス・フロム・ザ・ブルース                            | アッカーマン                                                                     |      | ミシシッピ州アッカーマン出身のテキサス・ジョニー・ブラウンは、ブルースの楽曲「Two Steps From The Blues」を書いた。 |
| タイロン・デイヴィス                                                | リーランド                                                                       |      | |
| W・C・ハンディ生誕の地                                              | アラバマ州フローレンス                                                           |      | |
| ウェイド・ウォルトン                                                | クラークスデール                                                                 |      | |
| W・C・ハンディ、ブルースに出会う                                    | タトワイラー                                                                     |      | |
| WGRM（ラジオ局）                                                    | グリーンウッド                                                                   |      | |
| "サザンとドッグが交差するところ"                                    | ムーアヘッド                                                                     |      | |
| ウィリアム・R・フェリス                                             | ヴィックスバーグ                                                                 |      | |
| ウィリー・ディクスン                                                | ヴィックスバーグ                                                                 |      | |
| ウィリー・ミッチェル                                                | アッシュランド                                                                   |      | |
| ウッドヴィル・ブルース                                              | ウッドヴィル                                                                     |      | |
| WROX（ラジオ局）                                                    | クラークスデール                                                                 |      | |